# Iugoslávia nos Jogos Olímpicos de Inverno de 1998
Iugoslávia participou dos Jogos Olímpicos de Inverno de 1998, realizados em Nagano, no Japão. 
Foi a 15ª aparição do país nos Jogos Olímpicos de Inverno, retornando após ter sido banido da edição anterior pelas Nações Unidas. Composta apenas pela Sérvia e Montenegro após a dissolução da Iugoslávia, enviou uma delegação de dois atletas, sendo um homem e uma mulher, que competiram no esqui alpino.

## Competidores
Esta foi a participação por modalidade nesta edição:
| Esporte      | Masculino | Feminino | Total |
| ------------ | --------- | -------- | ----- |
| Esqui alpino | 1         | 1        | 2     |
| Total        | 1         | 1        | 2     |

## Desempenho

### Esqui alpino
Masculino
| Atleta         | Evento         | Descida 1 | Descida 2 | Total   | Total | Ref.  |
| Atleta         | Evento         | Descida 1 | Descida 2 | Tempo   | Pos.  | Ref.  |
| -------------- | -------------- | --------- | --------- | ------- | ----- | ----- |
| Marko Đorđević | Slalom gigante | 1:30.34   | 1:28.13   | 2:58.47 | 35º   | [ 5 ] |

Feminino
| Atleta          | Evento | Descida 1 | Descida 2 | Total   | Total | Ref.  |
| Atleta          | Evento | Descida 1 | Descida 2 | Tempo   | Pos.  | Ref.  |
| --------------- | ------ | --------- | --------- | ------- | ----- | ----- |
| Mirjana Granzov | Slalom | 52.45     | 54.20     | 1:46.65 | 27º   | [ 6 ] |